# Ene Franca Idoko
Ene Franca Idoko (eigentlich Ene Francisca Idoko; * 15. Juni 1985 in Benue) ist eine nigerianische Leichtathletin, die sich auf den 100-Meter-Lauf spezialisiert hat.
Bei den Leichtathletik-Hallenweltmeisterschaften 2008 in Valencia belegte sie im 60-Meter-Lauf in einer Zeit von 7,30 s den siebten Platz direkt hinter ihrer Landsfrau Oludamola Osayomi.
Ihren bisher größten Erfolg feierte sie mit dem Gewinn der Bronzemedaille in der 4-mal-100-Meter-Staffel bei den Olympischen Spielen 2008 in Peking. Die nigerianische Sprintstaffel hatte sich ursprünglich gar nicht für den Wettbewerb qualifiziert und konnte nur teilnehmen, weil Finnland kurzfristig seine Staffel zurückzog. Idoko startete in Peking außerdem im 100-Meter-Lauf, schied jedoch mit einer Zeit von 11,66 s in der Viertelfinalrunde aus. Am 17. August 2016 wurde den russischen Läuferinnen Julia Schermoschanskaja, Jewgenia Poljakowa, Alexandra Fedoriwa und Julia Guschtschina die 2008 erworbene Goldmedaille in der 4-mal-100-Meter-Staffel wegen Dopings aberkannt. Die Medaillen von Belgien (jetzt Gold), Nigeria (jetzt Silber) und Brasilien (jetzt Bronze) wurden daraufhin aufrückend angepasst.
Ene Franca Idoko hat bei einer Körpergröße von 1,50 m ein Wettkampfgewicht von 64 kg. Sie startet für den ART 77/90 Düsseldorf und wird von Frank Dukat trainiert.

## Bestleistungen
- 100 m: 11,14 s, 1. Juli 2008, Abuja
- 200 m: 23,28 s, 27. Mai 2007, Brazzaville
- 60 m (Halle): 7,09 s, 29. Februar 2008, Chemnitz